# آنكل مالهوترا
آنكل مالهوترا (بالإنجليزية: Aanchal Malhotra)‏ هي مؤرخة هندية، ولدت في 1990.